# آلان بيرليس
آلان جاي بيرليس (بالإنجليزية: Alan Jay Perlis)‏ عالم حاسوب أمريكي، اشتهر بعمله الرائد في مجال لغات البرمجة، وكان أول من فاز بجائزة تورنغ في عام 1966.

## سيرته الذاتية
ولد بيرليس لعائلة يهودية في بيتسبرغ (بنسيلفانيا). في عام 1943 حصل على درجة البكالوريوس في الكيمياء من معهد كارنيغي للتقنية (حاليا جامعة كارنيغي ميلون). خلال الحرب العالمية الثانية خدم في جيش الولايات المتحدة، هناك حيث أصبح مهتما بالرياضيات. ثم حصل على كل من درجة الماجستير (1949) والدكتوراه (1950) في الرياضيات من معهد ماساتشوستس للتكنولوجيا.
نال جائزة تورنغ في عام 1966 لتأثيره الكبير في مجال تقنيات البرمجة المتقدمة وبناء المترجمات.